# IC 3393
IC 3393 је лентикуларна галаксија у сазвјежђу Дјевица која се налази на листи објеката дубоког неба у Индекс каталогу.
Деклинација објекта је + 12° 54' 59" а ректасцензија 12h 28m 41,7s. Привидна величина (магнитуда) објекта IC 3393 износи 14,0 а фотографска магнитуда 14,9. IC 3393 је још познат и под ознакама MCG 2-32-81, CGCG 70-113, VCC 1122, PGC 41054.